# Bečka ilustrirana kronika
Bečka ilustrirana kronika (lat. Chronicon Pictum Vindobonense, Chronicum Pictum, Chronica de Gestis Hungarorum; mađ. Képes krónika, njem. Wiener Bilderchronik), srednjovjekovna ilustrirana kronika nastala sredinom 14. stoljeća na prostoru Kraljevine Ugarske. Kronika je bogato ilustrirana slikama prije 1360. godine, koje predstavljaju uvid u mađarski srednjovjekovni život, kulturnu povijest, modu, povijesne tradicije i legende.
Puno ime kronike je "Ilustrirana kronika, kronika o djelima Mađara Marka de Kalta" (Chronicon pictum, Marci de Kalt, Chronica de gestis Hungarorum).

## Povijest kronike
Kroniku je napisao mađarski kroničar Márk Kálti (Marci de Kalt) nešto malo nakon 1358. godine, a zadnje ilustracije nacrtane su između 1370. i 1373. godine. Izrađena je kao poklon ugarskog kralja Ludovika I. (1342. – 1382.) francuskom kralju Karlu V. (1364. – 1380.), povodom zaruka Ludovikove kćeri Katarine za Karlova sina, Luja. U kronici se opisuje mađarska povijest od hunskog vladara Atile, kojeg se predstavlja kao praoca Mađara, do 14. stoljeća.
Godine 1456., kronika je predana Đorđu Brankoviću (1486. – 1496.), naslovnom srpskom despotu, gdje je kopirana, nakon čega je izgubljena. Ponovno je pronađena u Beču, u 19. stoljeću, zbog čega je nazvana "Bečkom ilustriranom kronikom". Danas se čuva u "Nacionalnoj knjižnici Széchényi" (mađ. Országos Széchényi Könyvtár) u Budimpešti.